# 생태철학
생태철학(Ecosophy 또는 ecophilosophy)은 생태학적 조화 또는 평형의 철학으로서 생태학과 철학(ecological philosophy)의 합성어다. 이 용어는 프랑스의 포스트구조주의 철학자이자 정신분석학자인 펠릭스 가타리(Félix Guattari)와 심층 생태학(deep ecology)의 창시자인 노르웨이 철학자 아르네 내스(Arne Næss)에 의해 만들어졌다.

## 같이 보기
- 생태학
- 글로벌 그린 헌장
- 녹색 신디 컬 리즘
- 단순한 생활
- 영적 생태
- 지속 가능한 생활
- 음과 양
- 환경 철학